# Beslan: Three Days in September
Beslan: Three Days in September es un documental de 2006, dirigido por Joe Halderman, que a su vez lo escribió, en la producción estuvieron Barbara Ghammashi, Joe Halderman y Michael McHugh, los protagonistas son Julia Roberts (hace el papel de narradora), Ruslán Áushev, Shamil Basáyev y Dmitry Beliakov, entre otros. Esta obra se estrenó el 1 de mayo de 2006.

## Sinopsis
En septiembre de 2004, los rebeldes chechenos tomaron un colegio en Beslán, una ciudad de Rusia, y mantuvieron como rehenes a los que se encontraban ahí, unos 1.200 individuos, mayormente niños. Luego de tres días, más de 330 habían fallecido.